# هادی شوشتری
هادی شوشتری نمایندهٔ دورهٔ نهم و دهم مجلس شورای اسلامی و عضو کمیسیون امنیت ملی و سیاست خارجی مجلس شورای اسلامی است که از حوزهٔ انتخابیهٔ قوچان و فاروج در استان خراسان رضوی انتخاب شد. شوشتری همچنین ریاست کمیته حقوق بشر در مجلس شورای اسلامی و دبیر کمیته سیاست خارجی مجلس را بر عهده دارد.
هادی شوشتری سابقه معاونت فرمانداری شهرستان بردسکن در سال 1376 تا 1377 را در کارنامه دارد.
همچنین از سال 1377 تا سال 1383 به فرمانداری شهرستان درگز رسید.
هادی شوشتری که به عنوان جوانترین فرماندار دولت سیدمحمد خاتمی فعالیت میکرد در سال 1383 به فرمانداری شهرستان قوچان منصوب شد و تا سال 1384 فرماندار قوچان بود.
هادی شوشتری در سال 1387 در انتخابات مجلس علی رقم اینکه رای بالایی آورد به مجلس راه پیدا نکرد و انتخابات هشمتمین دوره مجلس شورای اسلامی ابطال شد.
وی از سال 1388 تا سال 1390 در شهرداری تهران منطقه 13 مشغول خدمت شد.
هادی شوشتری در دوره های بعدی یعنی مجلس نهم و دهم با رای بالایی نماینده مردم قوچان و فاروج در مجلس شورای اسلامی باشد.
وی از سال 1398 در وزارت امور خارجه و به عنوان رایزن ارشد مشغول خدمت می باشد.